# Andreas Holmsen
Andreas Holmsen, född 23 maj 1869 på Røros, död 1955, var en norsk bergsman och hydrograf, bror till Gunnar Holmsen och gift med Thekla Resvoll.
Holmsen blev student 1888 och tog bergsexamen 1893. Han var en tid anställd vid Røros kopparverk, var 1895-1916 anställd vid statens vattenvägsväsende och blev därefter bergskunnig sekreterare i Handelsdepartementet. Åren 1905-09 föreläste han i fysisk geografi vid Kristiania universitet. År 1918 utnämndes han till bergskonsulent i samma departement, 1921 till underdirektör och var 1932–37 bergmästare i Østlandske distrikt.
Av hans skrifter kan nämnas Dybden af Øieren ("Arkiv for mathematik og naturvidenskab", band 25), Seiches i norske indsjøer (ibid., band 20) och Isforholdene ved de norske indsjøer ("Videnskabsselskabet i Christianias skrifter", 1901). Den sistnämnda skriften är en utökad upplaga av en avhandling som 1900 gav honom kronprinsens guldmedalj. Han utsågs till bergskunnig medlem av flera departementala kommittéer, bland annat av kommittén för utarbetande av en bergverksordning för Spetsbergen.